# Frigate
Frigate es el decimocuarto álbum de estudio de la banda de rock canadiense April Wine y fue publicado en 1994.
El álbum fue reeditado en el 2007 con su nombre original. Cabe mencionar que el sencillo “Tonight is a Wonderful Time to Fall in Love” es una remasterización del mismo de su álbum original Stand Back de 1975. Frigate contiene dos versiones: “I Just Want to Make the Love to You” de Willie Dixon y “I Am a Man” de Steve Winwood.

## Lista de canciones
Todas las canciones fueron escritas por Myles Goodwyn, excepto donde se indica lo contrario.
1. "Look into the Sun" – 4:50
2. "I Just Wanna Make Love to You" (Willie Dixon) – 4:49
3. "If I Was a Stranger" – 4:24
4. "Tonite Is a Wonderful Time to Fall in Love" – 4:02
5. "Nothin' but a Kiss" – 4:25
6. "I'm a Man" (Steve Winwood) – 4:11
7. "Whatever It Takes" – 4:27
8. "Drivin' with My Eyes Closed" – 4:23
9. "Hard to Believe" – 5:20
10. "Keep On Rocking" – 3:58
11. "Mind Over Matter" – 4:41

## Formación
- Myles Goodwyn - voz, guitarra y teclados
- Brian Greenway - guitarra y coros
- Steve Segal - guitarra
- Jim Clench - bajo
- Jerry Mercer - batería
- Jean St. Jacques - teclados